# نوسین‌ها

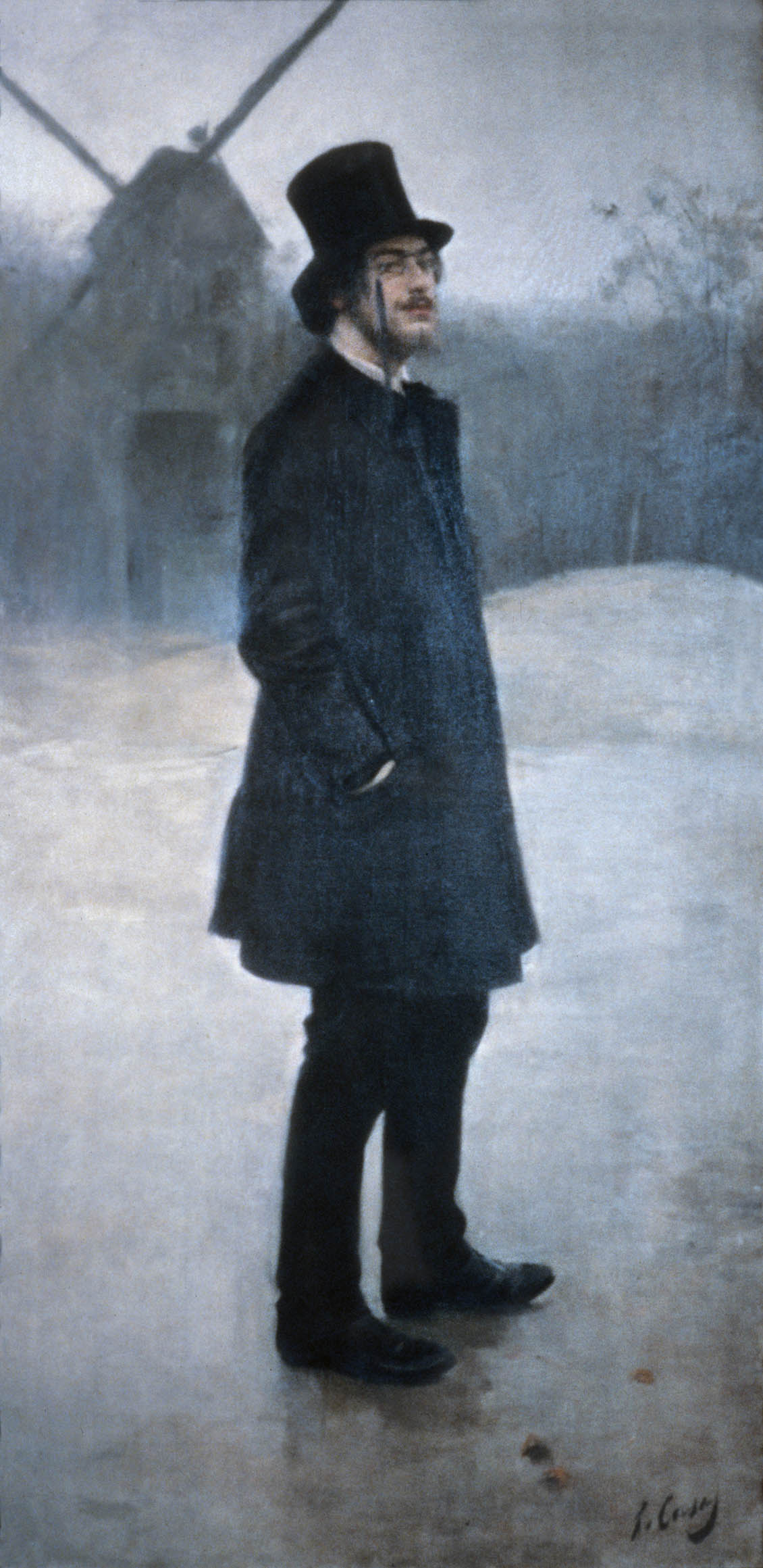
اریک ساتی (۱۸۹۱)، توسط رامون کاساس

نوسین ها (تلفظ در فرانسوی: [ɡnosjɛn]) مجموعه‌ای از آثار پیانویی است که توسط آهنگساز فرانسوی اریک ساتی در اواخر قرن نوزدهم نوشته شده‌اند. این آثار عمدتاً دارای زمان آزاد هستند (بدون امضای زمانی یا تقسیمات میله‌ای) و از نظر فرم، ضرب‌آهنگ و ساختار آکورد بسیار تجربی هستند. این فرم توسط ساتی ابداع شده است، اما خود اصطلاح در ادبیات فرانسوی قبل از استفاده ساتی وجود داشته است.

## ریشه‌شناسی
واژه "نوسین" مناقشه‌برانگیز است، اما این واژه در ادبیات فرانسوی پیش از استفاده ساتی وجود داشته و در فرهنگ لغت لاروس ۱۸۶۵ به نوعی از رقص لابیرنتی اشاره دارد که توسط تسئوس برای جشن پیروزی بر مینوتر خلق شده بود و برای اولین بار در "سرود دلو" توسط کالیماخوس توصیف شده بود.
توضیح دیگری این است که واژه "نوسین" از "گنوسیس" (gnosis) مشتق شده باشد. ساتی در زمان شروع به ترکیب قطعات نوسین ها، در بخش‌ها و جنبش‌های گنوسیسم درگیر بوده است.

## سه گانه نوسین
این سه نوسین در حدود سال ۱۸۹۰ ساخته شده‌اند و برای اولین بار در سال ۱۸۹۳ منتشر شده‌اند. یک بازبینی قبل از انتشار در سال ۱۸۹۳ انجام شده است، دومین نوسین ممکن است حتی در همان سال ساخته شده باشد (در دست‌نوشته های موسیقیدان به عنوان تاریخ "آوریل ۱۸۹۳" اشاره دارد). نسخه‌های تک نوازی پیانو از سه نوسین اول بدون امضای زمانی یا خطوط تقسیم میله‌ای هستند، که به عنوان زمان آزاد شناخته می‌شود.

## نوسین‌ها شماره ۴–۷
نوسین‌های شماره ۴–۶ در سال ۱۹۶۸ منتشر شدند، مدت‌ها پس از مرگ ساتی. به نظر نمی‌رسد هیچ‌کدام از این قطعات به عنوان "نوسین" توسط خود ساتی شماره‌گذاری یا حتی عنوان گذاری شده باشند. ترتیب این سه نوسین در انتشار ۱۹۶۸ توسط رابرت کابی با ترتیب زمانی ترکیب مطابقت ندارد. بسیار بعید است که ساتی این ترکیب‌ها را به عنوان سه عضو یک مجموعه واحد انتخاب کرده باشد.